# The Continuing Saga of the Ageing Orphans
The Continuing Saga of the Ageing Orphans es un álbum recopilatorio de la banda de hard rock Thin Lizzy, publicado en 1978. Contiene versiones ligeramente diferentes a las incluidas en los álbumes originales. Solamente las canciones "Mama Nature Said", "The Hero and the Madman" y "Vagabond of the Western World" son exactamente iguales a las versiones originales.

## Lista de canciones
Todas escritas por Phil Lynott, excepto donde se indique.

Todas las canciones escritas y compuestas por Phil Lynott, except where noted. 
| Lado A |                                             |                                       |          |  |
| N.º    | Título                                      | Álbum original                        | Duración |  |
| 1.     | «Things Ain’t Working Out Down at the Farm» | New Day EP (1971)                     | 3:58     |  |
| 2.     | «Buffalo Gal»                               | Shades of a Blue Orphanage (1972)     | 5:11     |  |
| 3.     | «Sarah»                                     | Shades of a Blue Orphanage            | 2:48     |  |
| 4.     | «Honesty Is No Excuse»                      | Thin Lizzy (1971)                     | 2:45     |  |
| 5.     | «Look What the Wind Blew In»                | Thin Lizzy                            | 3:22     |  |
| 6.     | «Mama Nature Said»                          | Vagabonds of the Western World (1973) | 4:52     |  |

| Lado B |                                     |                                |          |  |
| N.º    | Título                              | Álbum original                 | Duración |  |
| 7.     | «The Hero and the Madman»           | Vagabonds of the Western World | 6:08     |  |
| 8.     | «Slow Blues» (Lynott, Brian Downey) | Vagabonds of the Western World | 4:46     |  |
| 9.     | «Dublin»                            | New Day                        | 2:32     |  |
| 10.    | «Brought Down»                      | Shades of a Blue Orphanage     | 3:08     |  |
| 11.    | «Vagabond of the Western World»     | Vagabonds of the Western World | 4:46     |  |

## Créditos
- Phil Lynott – voz, bajo
- Eric Bell – guitarra
- Brian Downey – batería, percusión
- Gary Moore – guitarra (canciones 1-3, 5, 8-10), voz (canción 10), teclados (canciones 1, 5, 8-9)